# Astíoque (hija de Áctor)
En la mitología griega Astíoque o Astíoca (en griego Ἀστυόχη) era una princesia minia y madre de Ascálafo y Yálmeno. En la Ilíada se nos dice que «Astíoque los había dado a luz en el palacio de Áctor Azida. Astíoque, que era virgen ruborosa, subió al piso superior, y el terrible dios (Ares) se unió con ella clandestinamente».
Pausanias nos ofrece el relato en prosa. Dice que la tierra se abrió y tragó a Trofonio allí donde está, en el bosque sagrado de Lebadea, un hoyo que llaman de Agamedes, y junto a él una estela. El trono de los orcomenios lo heredaron Ascálafo y Yálmeno, que dicen que eran hijos de Ares, y su madre era Astíoque, hija de Áctor, hijo de Azeo, hijo de Clímeno. Bajo este jefe marcharon los minias contra Troya.